# Pyura pachydermatina
Pyura pachydermatina är en sjöpungsart som först beskrevs av William Abbott Herdman.  Pyura pachydermatina ingår i släktet Pyura och familjen lädermantlade sjöpungar. Inga underarter finns listade i Catalogue of Life.